# When the Party's Over
When the Party's Over är en låt framförd av den amerikanska sångerskan Billie Eilish. Låten skrevs och producerades av Finneas O'Connell som är storebror till Eilish. Den återfinns på albumet When We All Fall Asleep, Where Do We Go?.
Låten har streamats över 709 miljoner gånger på Spotify.

## Musikvideon
Låtens musikvideo laddades upp på YouTube den 25 oktober 2018 och hade visats över 437 miljoner gånger den 4 januari 2020.